# TVP2 HD
TVP2 HD — польский телевизионный канал, HD-версия Второго канала Польского телевидения. Открыт официально вместе с TVP1 HD 1 июня 2012 в преддверии Евро-2012.

## История
31 мая 2012 начал вещание телеканал TVP2 HD (HD-версия TVP2) был официально открыт как часть первого мультиплекса наземного цифрового телевидения. 1 июня состоялось официальное открытие телеканала: началось его регулярное спутниковое и кабельное вещание. С 15 марта 2014 TVP2 HD находится со всеми телеканалами Польского телевидения в третьем мультиплексе наземного цифрового телевидения.

## Технические параметры
- ID: TVP2 HD
- SID: 2
- Разрешение: 1920 x 1080 (i)
- Скорость передачи: 3,91-9,77 Мбит/с (непостоянная)
- Качество звука: 160 Кбит/с стерео MPEG, 256 Кбит/с стерео/5.1 E-AC3, аудиодескрипция 96 Кбит/с E-AC3[3].

## Возможность показа
Спутниковые операторы и кабельные сети (в случае наличия оптоволоконной сети) предоставляют скорость передачи в формате HD до 12 Мбит/с (изображение, звук и дополнительные параметры), однако точная скорость зависит исключительно от них самих и наличия свободного канала (спутниковые платформы из-за ограниченной мощности не предоставляют такие возможности). С 28 апреля 2014 TVP2 HD доступен в Третьем мультиплексе наземного цифрового телевидения Польши.